# José Eduardo dos Santos

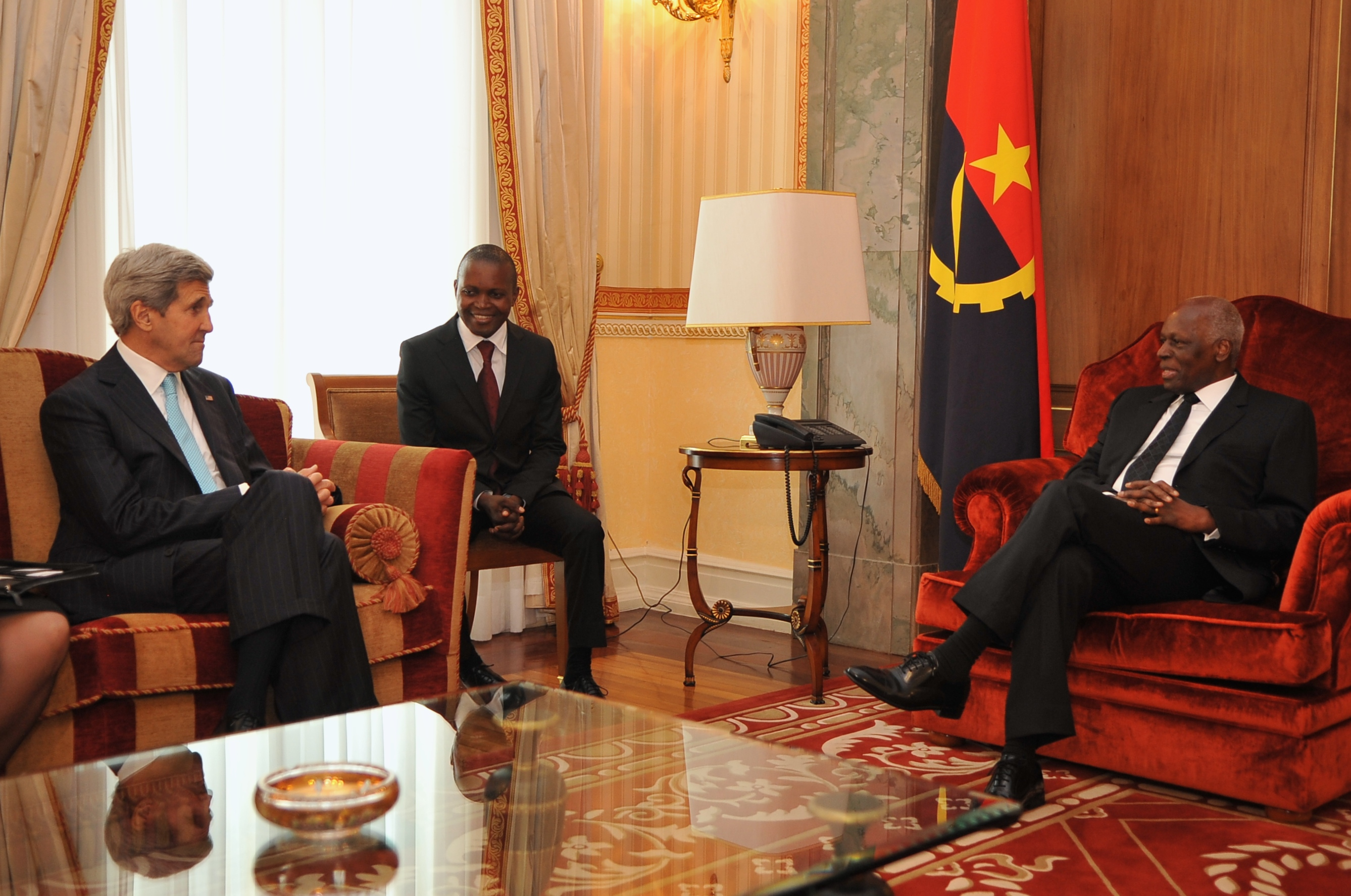
José Eduardo dos Santos i John Kerry w Luandzie, 5 maja 2014

José Eduardo dos Santos (ur. 28 sierpnia 1942 w Luandzie, zm. 8 lipca 2022 w Barcelonie) – angolski polityk, w latach 1979–2017 sprawował urząd prezydenta Angoli i przewodniczącego Rady Rewolucyjnej.

## Życiorys
Ukończył Liceu Salvador Correia, szkołę która wykształciła wielu liderów Angoli (m.in. Marię Mambo Café czy Agostinha Neto). W młodości angażował się w ruchach zwalczających portugalskich kolonizatorów Angoli, w 1961 roku dołączył do niepodległościowego Ludowego Ruchu Wyzwolenia Angoli (MPLA). W latach 1963–66 został wysłany przez MPLA na studia do Moskwy, na których uzyskał dyplom inżyniera górnictwa naftowego. Do Angoli wrócił w 1970 roku i wziął udział w walkach wojny o niepodległość. Uczestniczył w operacjach militarnych w Kabindzie. Często reprezentował MPLA na forum międzynarodowym. Trzy lata po uzyskaniu przez kraj niepodległości został ministrem planowania.
Po śmierci lidera MPLA i pierwszego prezydenta Angoli Agostinha Neto we wrześniu 1979 dos Santos został przewodniczącym tej partii i prezydentem Angoli, stanął jednocześnie na czele rządu i Rady Rewolucyjnej. Jego rządy charakteryzowały się stopniowym odejściem od marksizmu i wypracowywaniem lepszych relacji z Zachodem oraz rozwojem korupcji w kraju. W 1990 roku zrezygnował z marksizmu, a rok później przyjął wolny rynek jako doktrynę gospodarczą. W 1991 roku wprowadził system wielopartyjny i podpisał porozumienie pokojowe z opozycyjną partyzantką - Narodowym Związkiem na rzecz Całkowitego Wyzwolenia Angoli (UNITA), czasowo kończące trwającą od 1975 roku wojnę domową.
Wygrał wielopartyjne wybory prezydenckie w 1992 roku. Wyniki wyborów zakwestionowała UNITA, która wznowiła walki z rządem. Działania wojenne wstrzymano w 1994 roku podpisaniem porozumienia pokojowego w Lusace. W 1998 roku walki wybuchły ponownie. 22 lutego 2002 śmierć przywódcy UNITA Jonasa Savimbiego doprowadziła do zwycięstwa MPLA w wojnie domowej. Sytuacja w kraju ustabilizowała się, wciąż żywy był jedynie konflikt w Kabindzie, gdzie czasami dochodziło do ataków separatystów na wojska rządowe. Kolejne wybory parlamentarne odbyły się dopiero w 2008 roku i okazały się kolejnym sukcesem MPLA. Partia ta zwyciężyła również w następnych wyborach w 2012 roku.
W czasie wojny domowej w Republice Konga, w październiku 1997 przeprowadził w tym kraju interwencję wojskową. W jej wyniku prezydent Pascal Lissouba, były premier Yhombi-Opango oraz jego zwolennicy zostali zmuszeniu do ucieczki z kraju, a prezydentem kraju został ponownie Denis Sassou-Nguesso. W I wojnie domowej w Kongu Angola wsparła rebeliantów na czele z Laurentem-Désiré Kabilą. Celem operacji wojsk angolskich było obalenie dotychczasowych władz Zairu (z terenu tego państwa ataków na pozycje rządowe dokonywała UNITA), a wojska angolskie w tym konflikcie wsparła Rwanda, Uganda i Burundi.
Angola po zakończeniu wojny domowej stała się regionalnym stabilizatorem - wzięła udział w II wojnie domowej w Kongu w celu ochrony rządu Sassou-Nguesso przed rebeliantami Tutsi. Obydwie wojny domowe w Kongu okazały się sukcesem angolskiej armii. Angola ponownie wsparła rząd Demokratycznej Republiki Konga w konflikcie w prowincji Kiwu.
Ojciec Isabel dos Santos.
Zmarł 8 lipca 2022 roku w Teknon Medical Center w Barcelonie w wieku 79 lat gdzie wcześniej był w stanie krytycznym po zatrzymaniu krążenia i oddychania 23 czerwca 2022 roku. Miał też raka przez kilka lat wcześniej. W związku z jego śmiercią w Angoli zarządzono siedmiodniową żałobę narodową, w Mozambiku ogłoszono pięciodniową żałobę, a na Kubie, w Demokratycznej Republice Konga i na Wyspach Świętego Tomasza i Książęcej ogłoszono jednodniową żałobę.